# Otakar Ševčík
Otakar Ševčík   (Horažďovice, 22 de març de 1852 - Písek, 18 de gener de 1934) fou un violinista i compositor txec.
Estudià en el Conservatori de Praga, on va ser deixeble de Benewitz. El 1870 fou contractat com a concertino pel Mozarteum de Salzburg i més tard per l'Òpera Còmica de Viena. Entre 1874-92 visqué a Rússia, últimament com a professor del Conservatori de Kíev; la seva actuació el feu mereixedor d'altes distincions i condecoracions. El 1892 passà al Conservatori de Praga com a professor de violí, on tingué entre altres alumnes Alfred Pellegrini, el neerlandès Arthur Oróbio de Castro, l'austríac Gottfried Feist, l'italià Rodolfo Lipizer, l'anglès Harry Blech, el turc Haig Gudenian, i els russos Konstantín Saradíev, i Alexander Schmuller el seu compatriota Talic i el txec Jaroslav Hašek.
Des de 1898, quan assolí celebritat mundial el seu deixeble Jan Kubelík, l'escola de Ševčík concentrà sobre ell l'atenció dels millors concertistes mundials, que anaren acudint a Praga per a perfeccionar-se sota la direcció metòdica de Ševčík. El 1909 passà com a professor al Conservatori de Viena on tingué entre altres alumnes a Adolph Koldofsky, Jakob Kostakovsky; després de la declaració de la independència txecoslovaca tornà al Conservatori de Praga. També durant un temps fou professor a Písek, un gran centre cultural a uns 30 km. de Praga i on entre d'altres alumnes tingué l'estatunidenc Louis Krasner.
Les seves obres principals són: 
- La tècnica del violí, (quatre parts, 1880);
- Rudiments tècnics de violí, (1900);
- Curs preparatori, (1896);
- L'escola de l'arc, que conté 4.000 cops d'arc diferents (1893). El 1925 publicà una edició definitiva en el seu Mètode als Estats Units.